# Photographe à verres combinés
Photographe à verres combinés à Foyer Variable – obiektyw fotograficzny zaprojektowany przez Charles'a Chevaliera około 1840.
Po zaprojektowaniu przez niego wcześniejszego obiektywu, Chevalier kontynuował eksperymenty z układami optycznymi.  Odkrył przy tym, że wstawienie dodatkowego achromatu pomiędzy aperturę i oryginalną soczewką pozwala na znaczne podniesienie jasności obiektywu nawet do f/5,6-6, dając obiektyw około sześć razy jaśniejszy niż jego pierwsza konstrukcja i dobrze nadający się na obiektyw portretowy.  Mógł być także zamontowany na aparacie odwrotnie i użyty jako obiektyw pejzażowy.  Chevalier kontynuował prace nad tym obiektywem przez 20 lat ale nie był w stanie poprawić jego podstawowej wady - braku odpowiedniej ostrości.
W 1842 obiektyw został wystawiony do konkursu na jasny obiektyw portretowy rozpisany przez Société d'Encouragement pour l'Industrie Nationale, gdzie został oceniony jako lepszy niż obiektyw Petzvala właśnie z powodu jego „uniwersalności”.  Ostatecznie to jednak obiektyw Petzvala okazał się jednym z najważniejszych i popularnych obiektywów w historii fotografii, a Photographe à verres combinés nigdy nie zystał znacznej popularności i został szybko zapomniany.